# McGinnis Peak, Antarktis
McGinnis Peak är en bergstopp i Antarktis. Den ligger i Västantarktis. Nya Zeeland gör anspråk på området. Toppen på McGinnis Peak är 1 266 meter över havet, eller 82 meter över den omgivande terrängen. Bredden vid basen är 1,0 km.
Terrängen runt McGinnis Peak är huvudsakligen lite bergig. Trakten är obefolkad. Det finns inga samhällen i närheten.